# Good Girls Revolt
Good Girls Revolt è una serie televisiva statunitense drammatica storica. Ispirata al libro di Lynn Povich del 2013 The Good Girls Revolt basato su eventi reali. La serie è stata trasmessa il 28 ottobre 2016 su Amazon Video.
Il 2 dicembre 2016, Amazon ha cancellato la serie dopo una stagione.

## Trama
La serie segue le vicende di un gruppo di giovani ricercatrici della rivista News of the Week nei tempi rivoluzionari del 1969. Le donne nella redazione sono relegate a posizioni di basso livello. Molte ricercatrici sono più talentuose e più istruite rispetto ai loro colleghi maschi (i giornalisti), e scrivono articoli che i reporter incorporano direttamente nelle loro storie, ma sono pagate di meno. Le donne hanno la sensazione di essere pagate molto meno, e durante la serie emerge quanto sia inferiore la loro retribuzione. Ma anche il fatto che non sono riconosciute come scrittrici: nelle rare occasioni in cui un articolo di una ricercatrice è accettato apertamente (che avviene solo quando un reporter abbandona l'articolo), la storie viene comunque pubblicata solo sotto il nome dell'uomo.

## Personaggi

### Principale
- Patricia "Patti" Robinson,[7] interpretata da Genevieve Angelson
- Jane Hollander,[8] interpretata da Anna Camp
- Cindy Reston, interpretata da Erin Darke
- Douglas "Doug" Rhodes, interpretato da Hunter Parrish
- Evan Phinnaeus "Finn" Woodhouse,[9] interpretato da Chris Diamantopoulos
- Eleanor Holmes Norton, interpretata da Joy Bryant

### Ricorrenti
- William "Wick" McFadden, interpretato da Jim Belushi
- Nora Ephron, interpretata da Grace Gummer
- Naomi, interpretata da Frankie Shaw
- Vivian, interpretata da Leah Machelle Cohen
- Sam Rosenberg, interpretato da Daniel Eric Gold
- Gabriel "Gabe" Greenstone, interpretato da Teddy Bergman
- JP Crowley, interpretato da J. P. Manoux
- Gregory, interpretato da Michael Graziadei
- Noah Benowitz, interpretato da Alexander DiPersia
- Novo, interpretata da Cheyenne Haynes

## Episodi
| Stagione       | Episodi | Prima TV originale | Prima TV Italia |
| -------------- | ------- | ------------------ | --------------- |
| Prima Stagione | 10      | 2015-2016          | 2015-2016       |